# Chapelle Saint-Georges de Windsor
Pour les articles homonymes, voir Chapelle Saint-Georges.
La chapelle Saint-Georges (Saint George’s Chapel en anglais) est la chapelle royale anglicane du XVe siècle en style gothique du château de Windsor. Elle est dédiée à saint Georges, saint patron protecteur de l'Angleterre. Elle dépend directement de la couronne britannique (« particularité royale »), est la chapelle officielle de l’ordre de la Jarretière et se situe dans la partie basse du château, un des trois lieux de résidence officiels du roi Charles III.

## Histoire
La construction de la chapelle de style gothique débute en 1475 sous le règne du roi Édouard IV d'Angleterre et se poursuit durant le XVIe siècle sur la base de la chapelle du roi Édouard le Confesseur datant du XIIIe siècle. Cette chapelle primitive était alors adjacente au second de deux collèges religieux fondés en 1348 par le roi Édouard III d'Angleterre. 

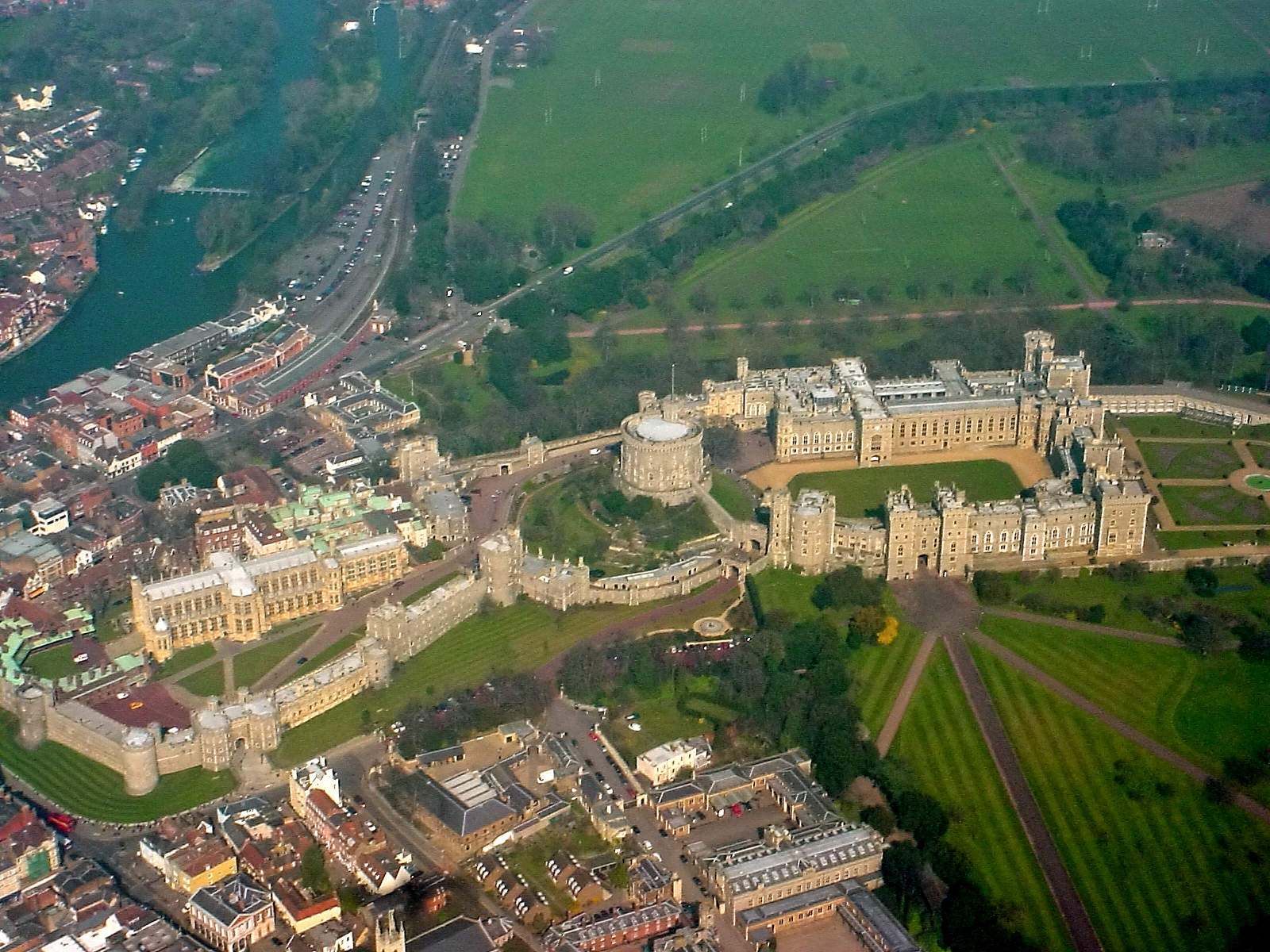
Chapelle à gauche du château de Windsor.
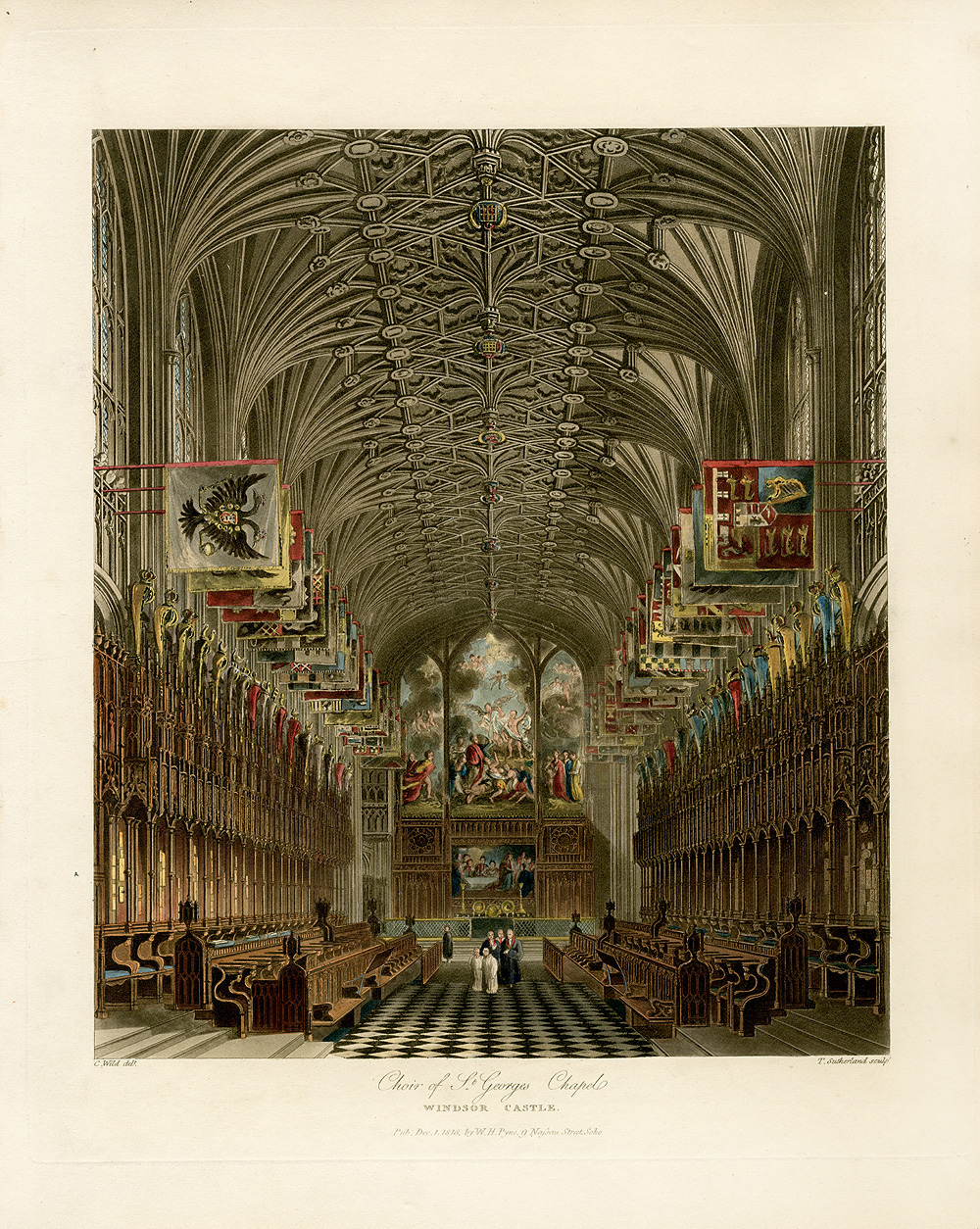
Nef de la chapelle.
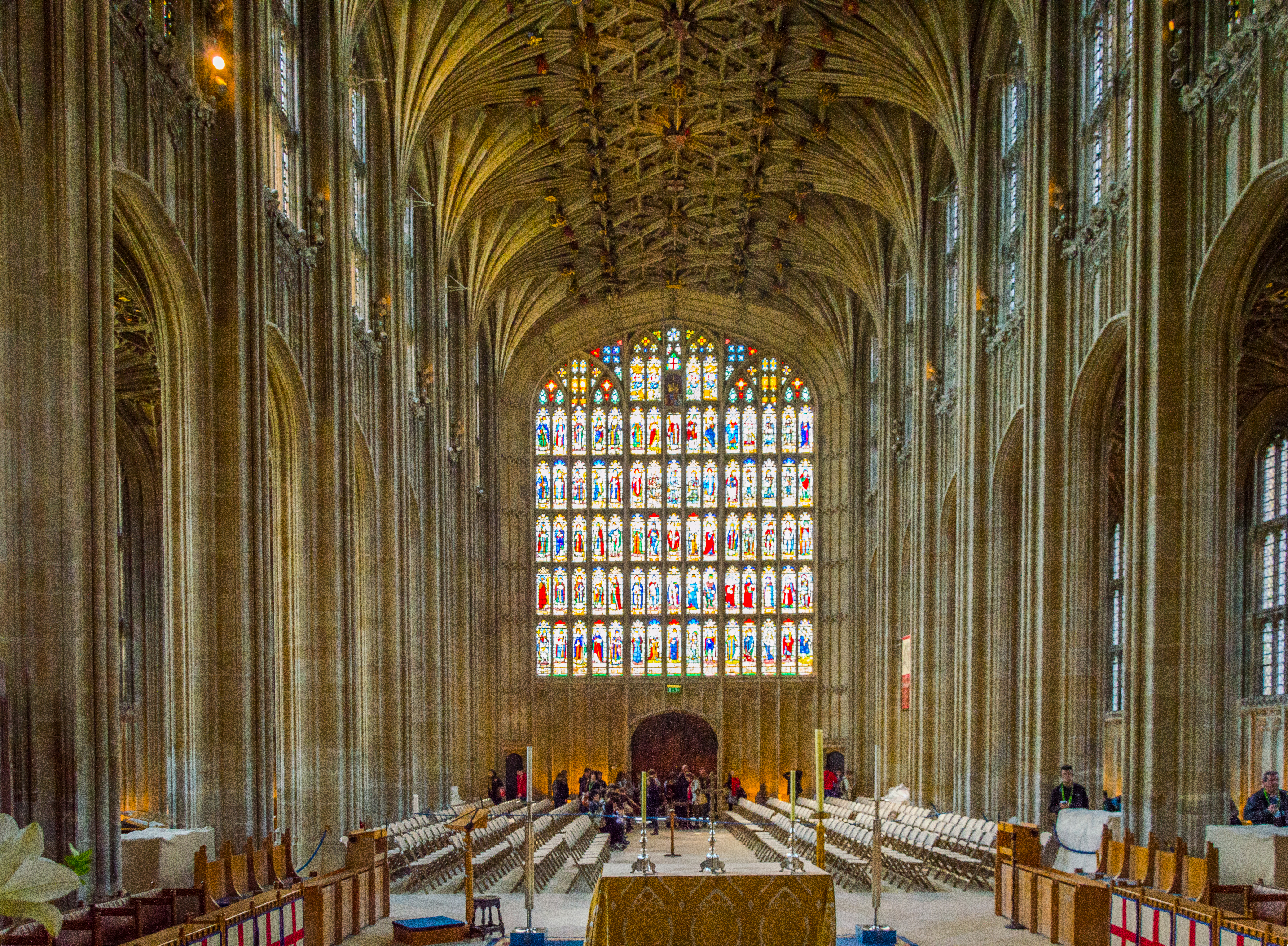
Intérieur de la chapelle.
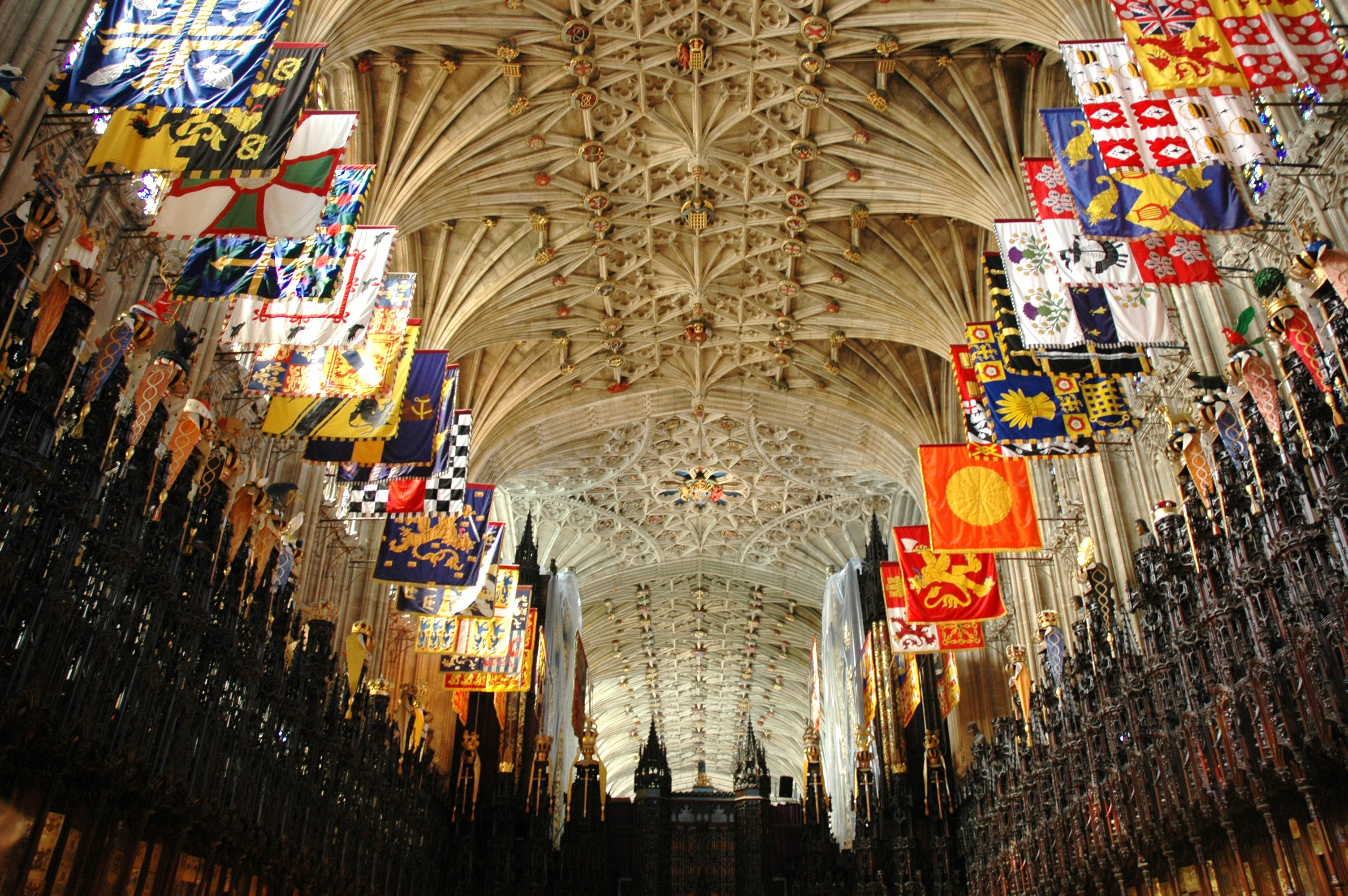
Voûte en éventail et croisée du transept.
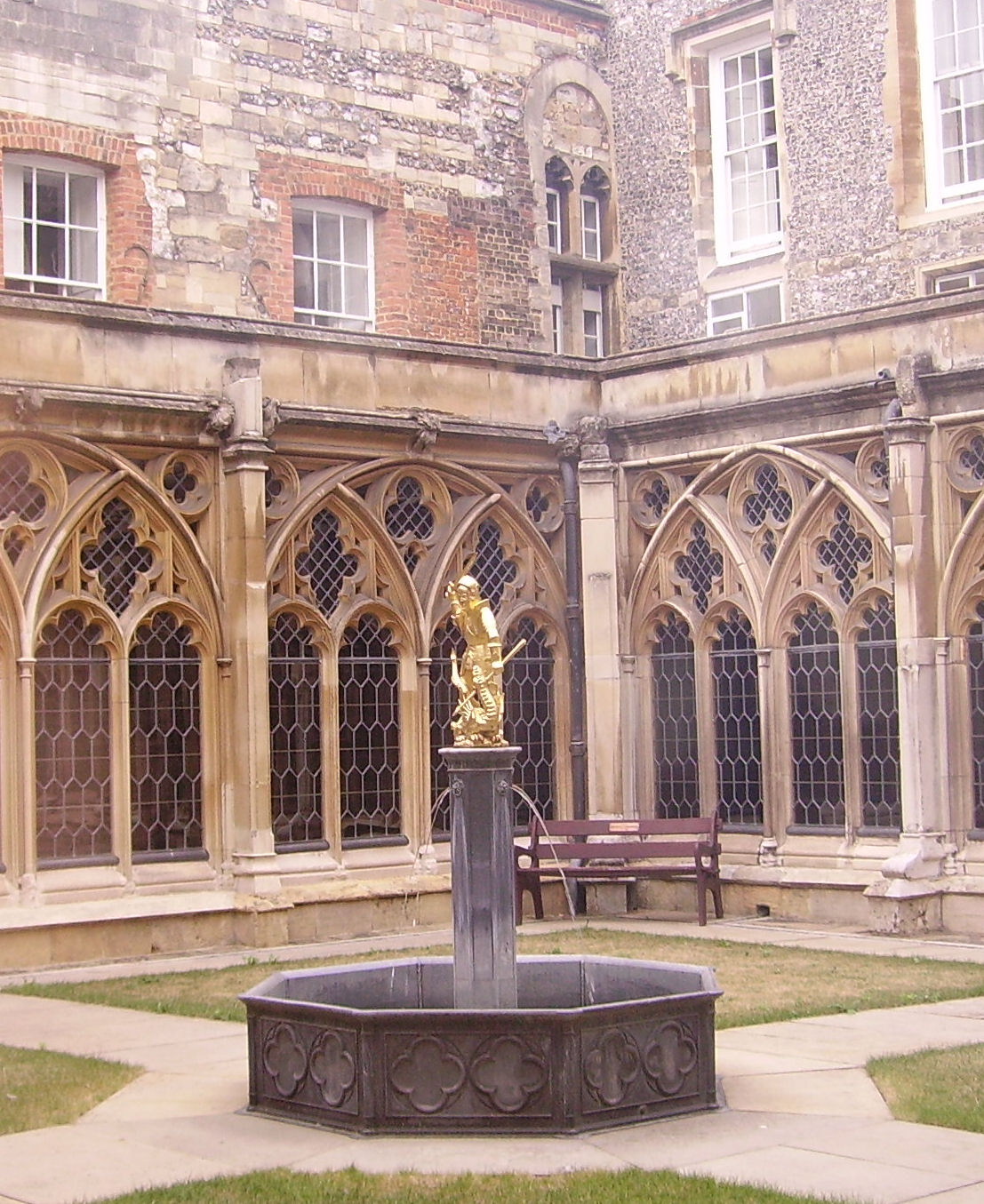
Statue de saint Georges.

Le chœur, doté alors d'une toiture en bois, est achevé en 1484. La magnifique voûte en éventail au-dessus de la croisée du transept que l'on peut admirer aujourd'hui est ajoutée peu après, sous le roi Henri VIII d'Angleterre en 1528. L'extérieur de la chapelle est parementé de calcaire provenant du village de Taynton (Oxfordshire).
La chapelle n’est réellement terminée et décorée qu’au XIXe siècle, lorsque la reine Victoria prend en charge sa rénovation.
La gestion de la chapelle est confiée au collège religieux de saint George qui est dirigé par un chapitre et quatre chanoines assistés par un clerc et des assistants. Une œuvre de charité appelée The Society of the Friends of St George’s and Descendants of the Knights of the Garter a été créée en 1931 pour assister le chapitre dans sa gestion de la chapelle.

## Ordre de la Jarretière

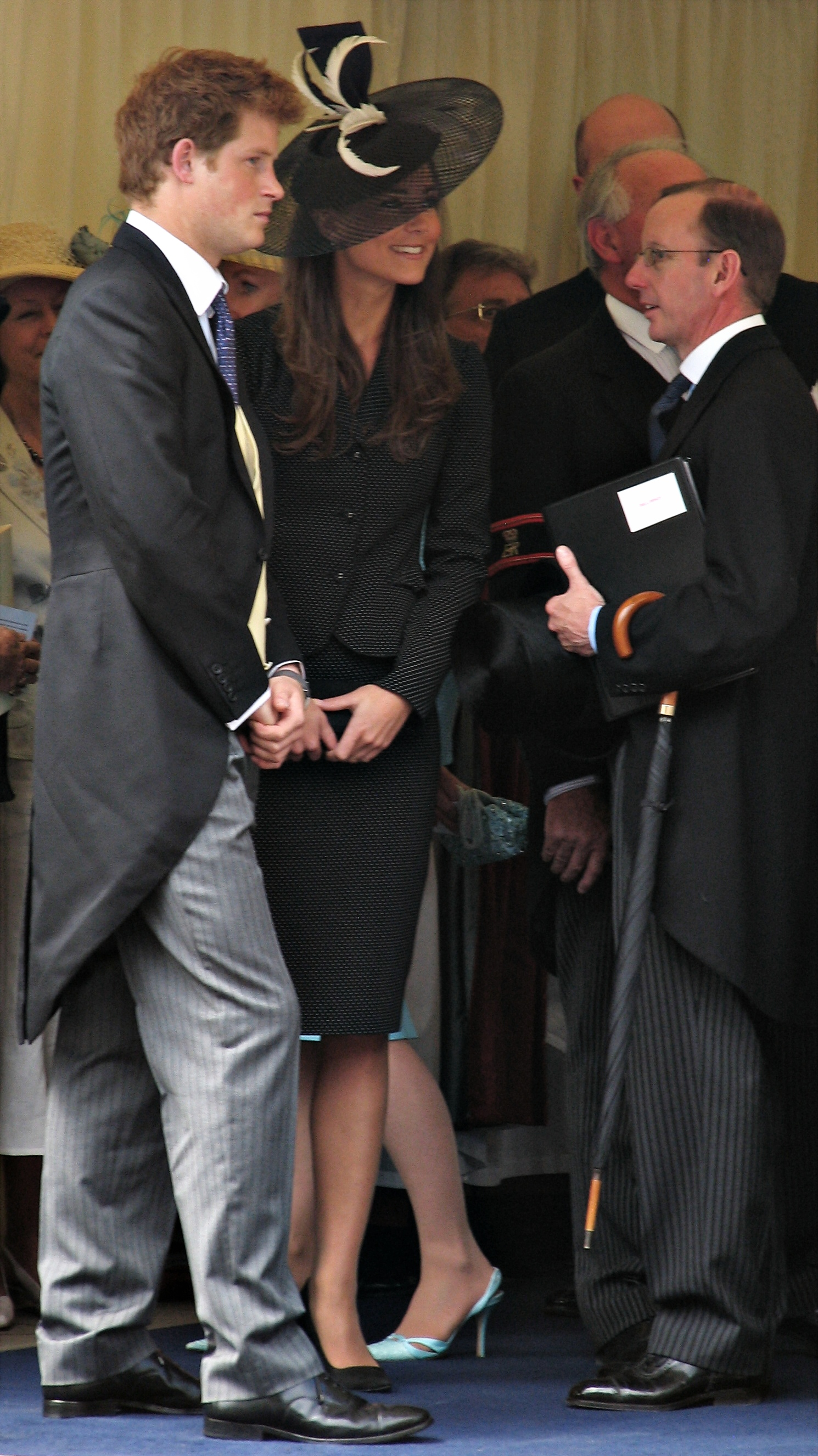
Le prince Harry et Catherine Middleton lors de l'investiture du prince William dans l'ordre de la Jarretière en 2008.

Les membres de l’ordre de la Jarretière (fondé le 23 avril 1348 le jour de la Saint Georges, par le roi Édouard III d'Angleterre) se réunissent au château de Windsor tous les ans au mois de juin pour le service religieux. Après un repas dans la partie haute du château, ils se rendent à pied, vêtus de leur robe et de leurs insignes, jusqu’à la chapelle officielle de l'ordre où le service est célébré. Si un nouveau membre est admis dans l’ordre, il est intronisé durant le service religieux.

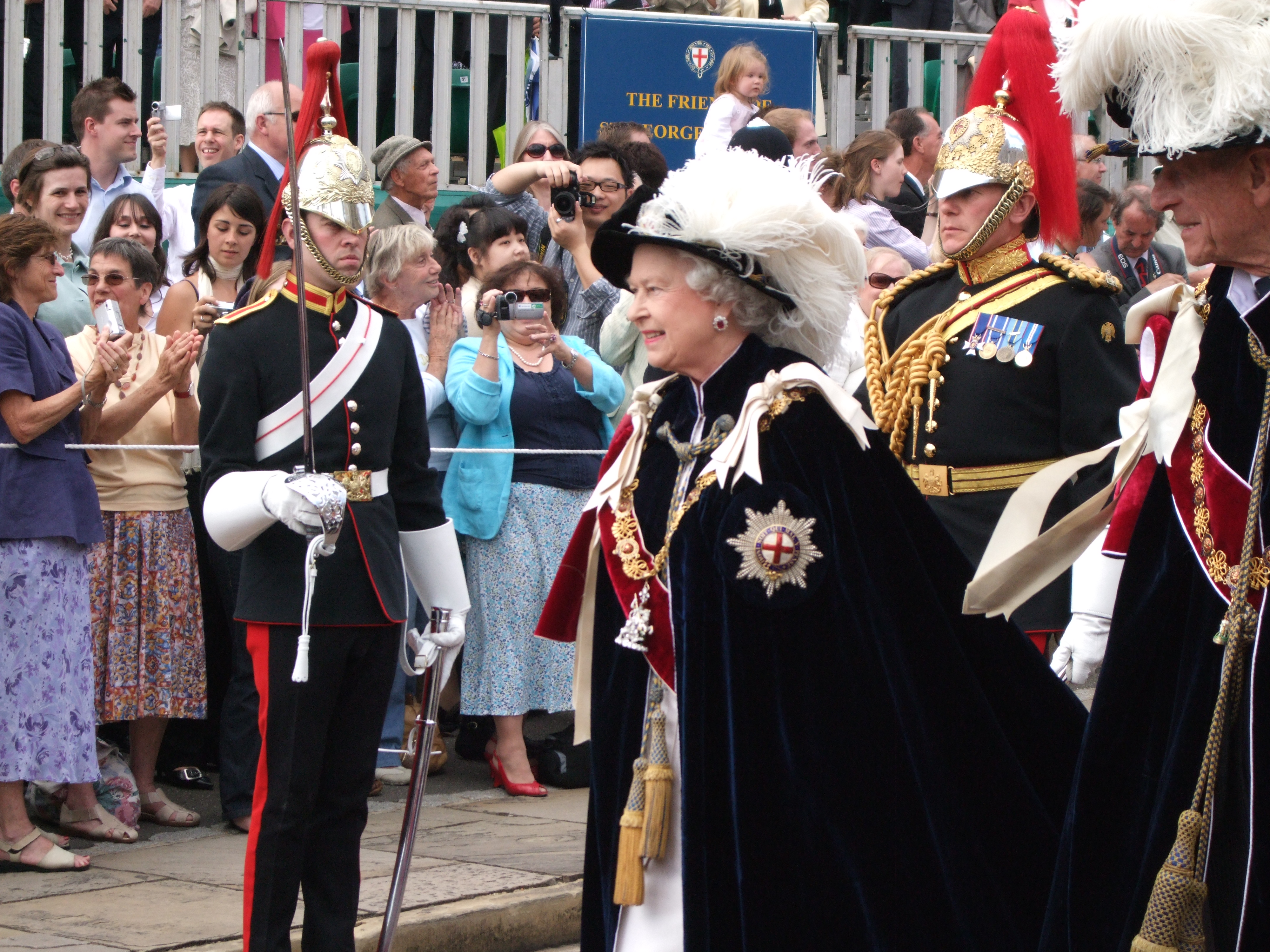
La reine Élisabeth II en 2008 alors souveraine de l'ordre de la Jarretière, et le prince Philip.
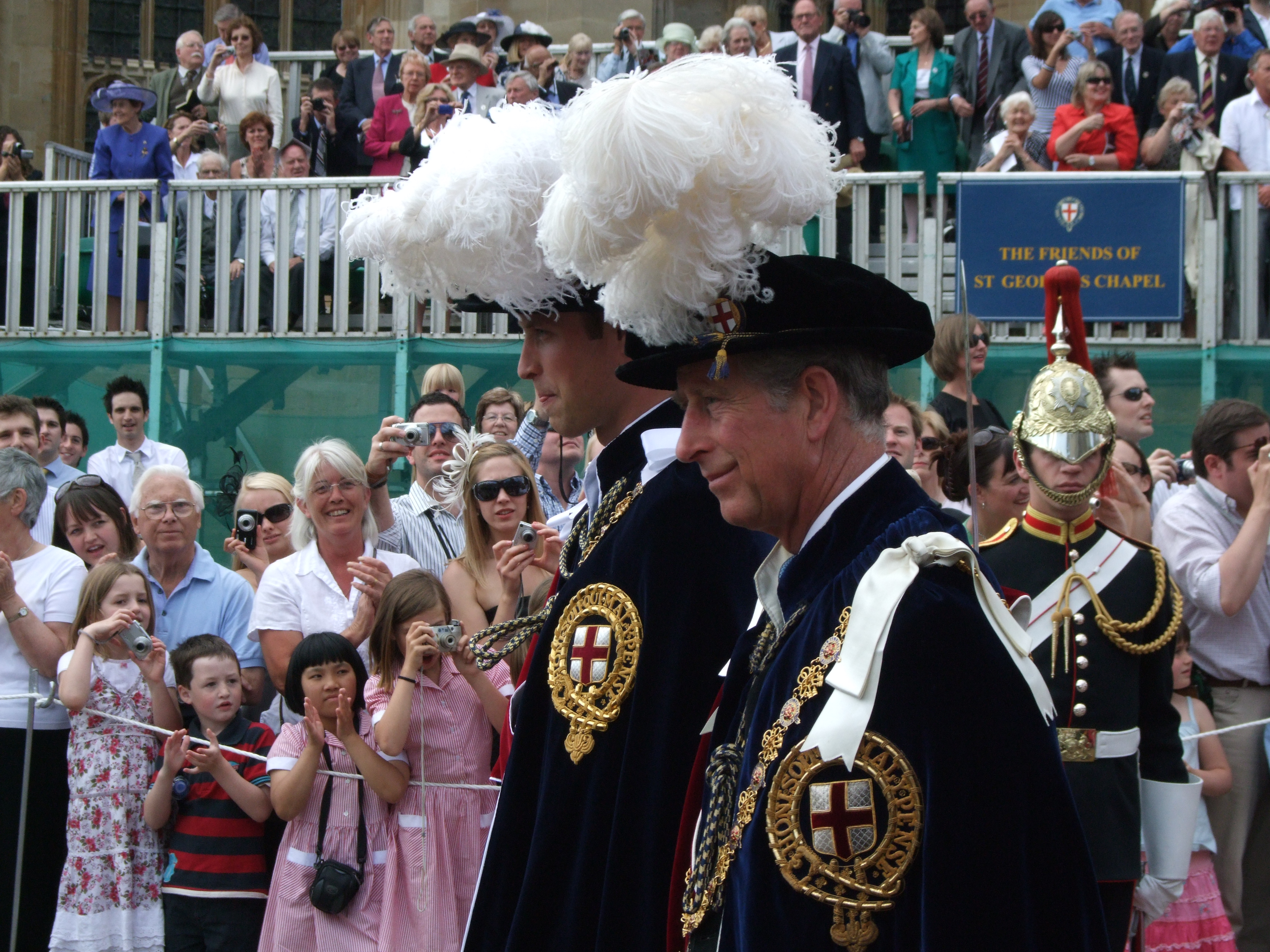
Le prince Charles (désormais roi Charles III) et William, l'actuel Prince de Galles, anciennement Duc de Cambridge en 2008.
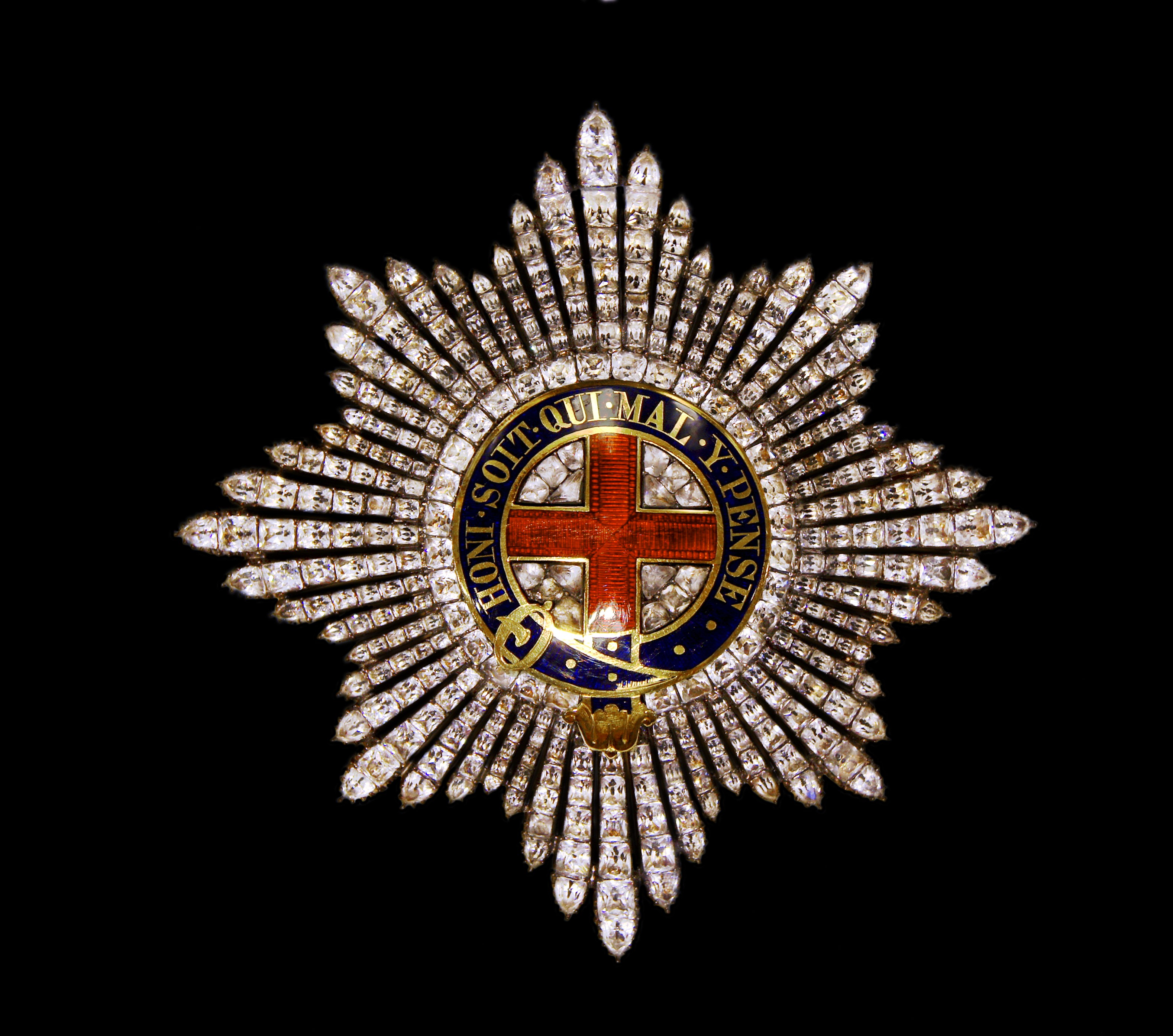
Insigne en diamant de l'ordre de la Jarretière.

Pendant les premières années de l’ordre, les services religieux à la chapelle étaient bien plus fréquents avant de devenir rares pendant le XVIIIe siècle et discontinus à partir de 1805. La cérémonie a été relancée par le roi George VI du Royaume-Uni pour célébrer le 600e anniversaire de la fondation de l’ordre pour devenir, depuis, une cérémonie annuelle.

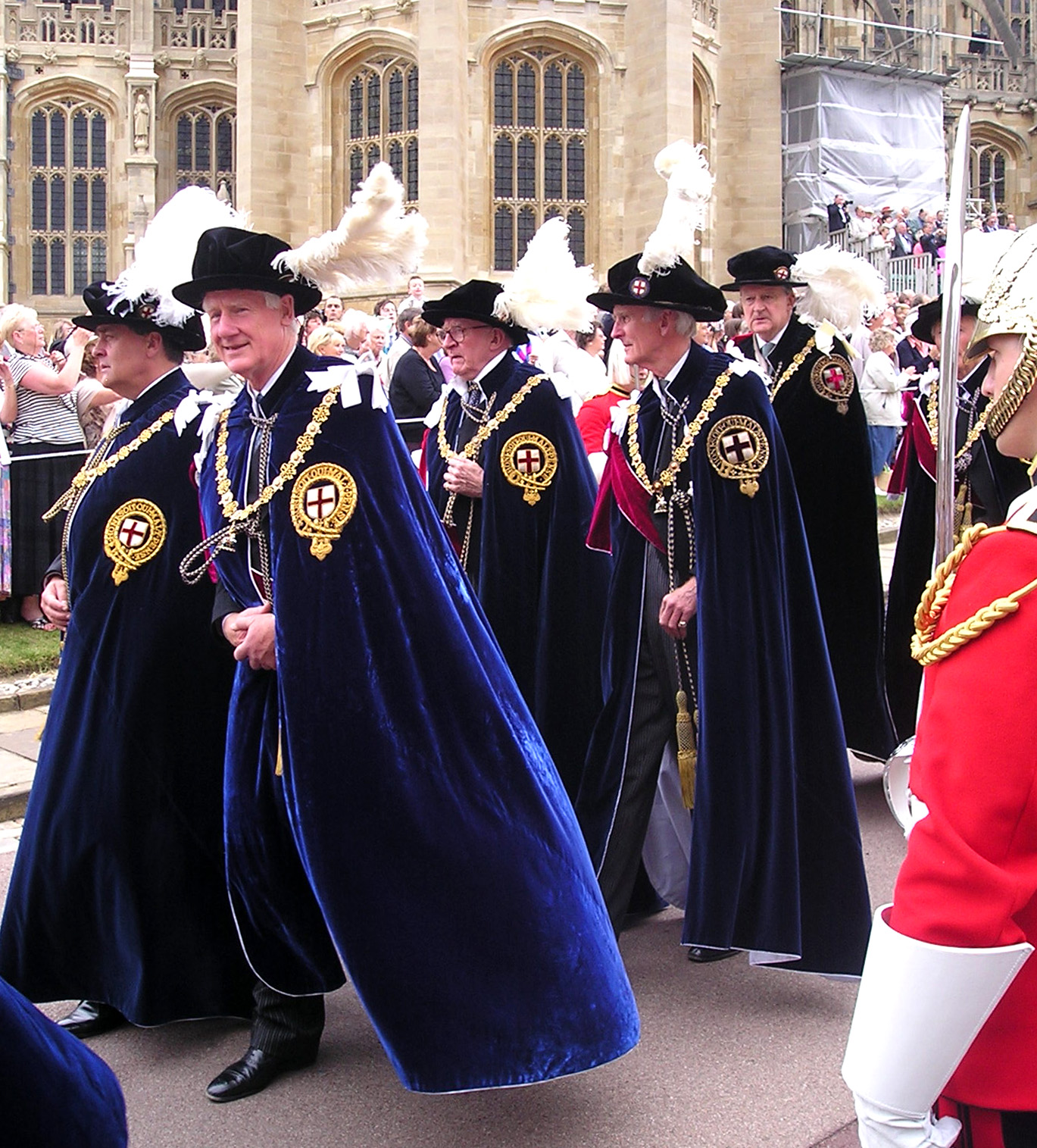
Défilé de chevaliers de l'ordre de la Jarretière.
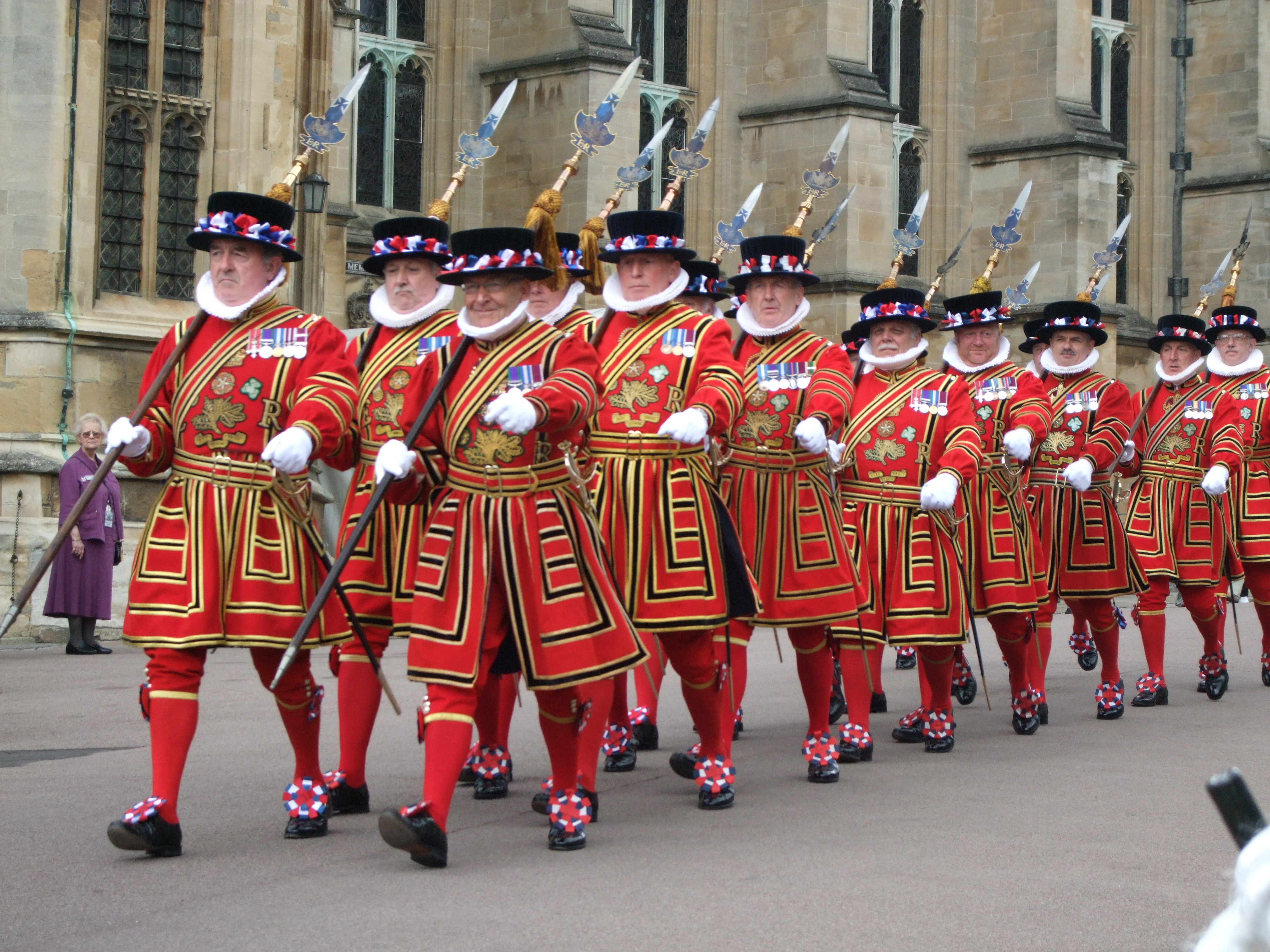
Défilé de yeomen.
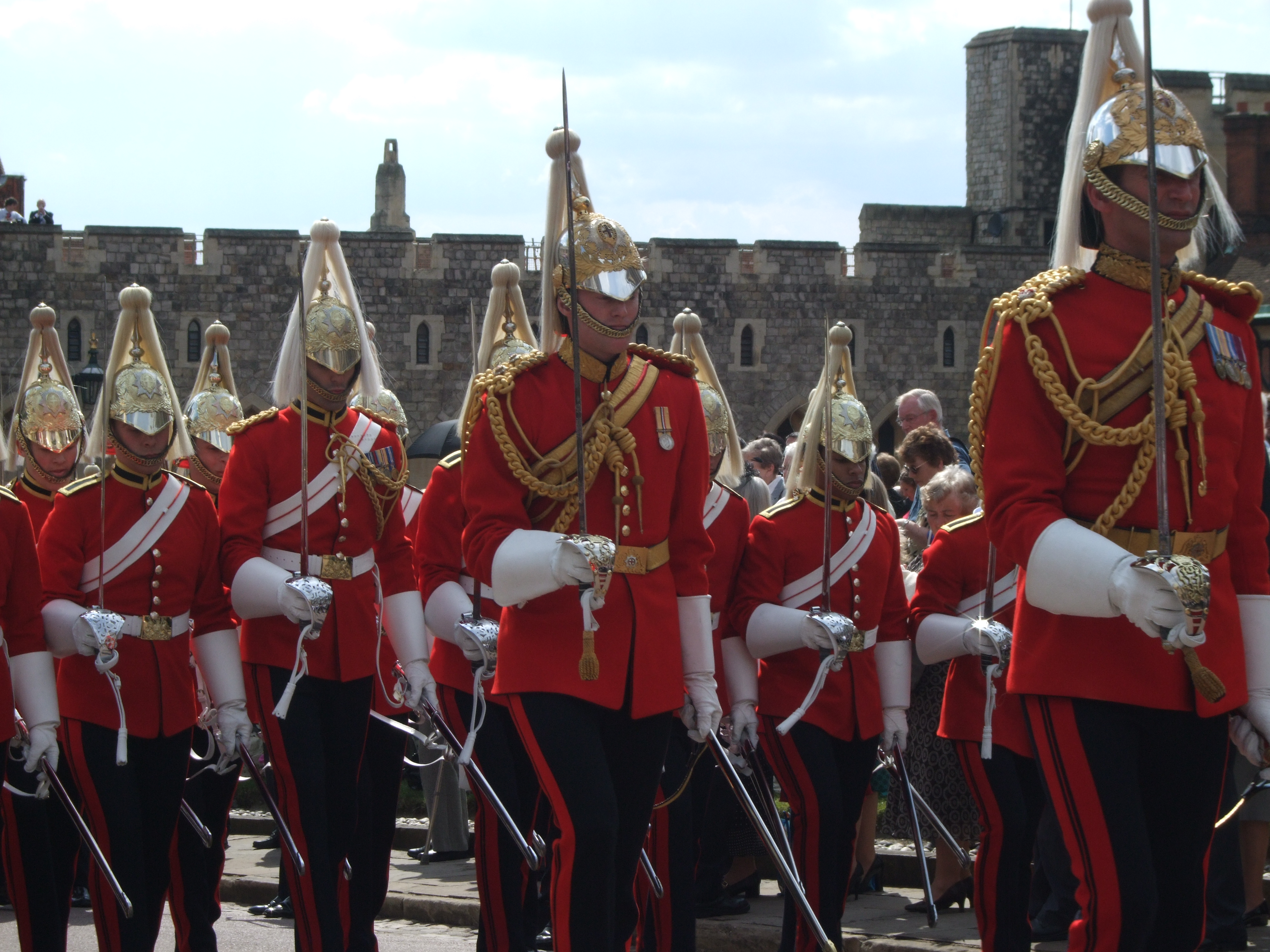
Défilé de Life Guards.
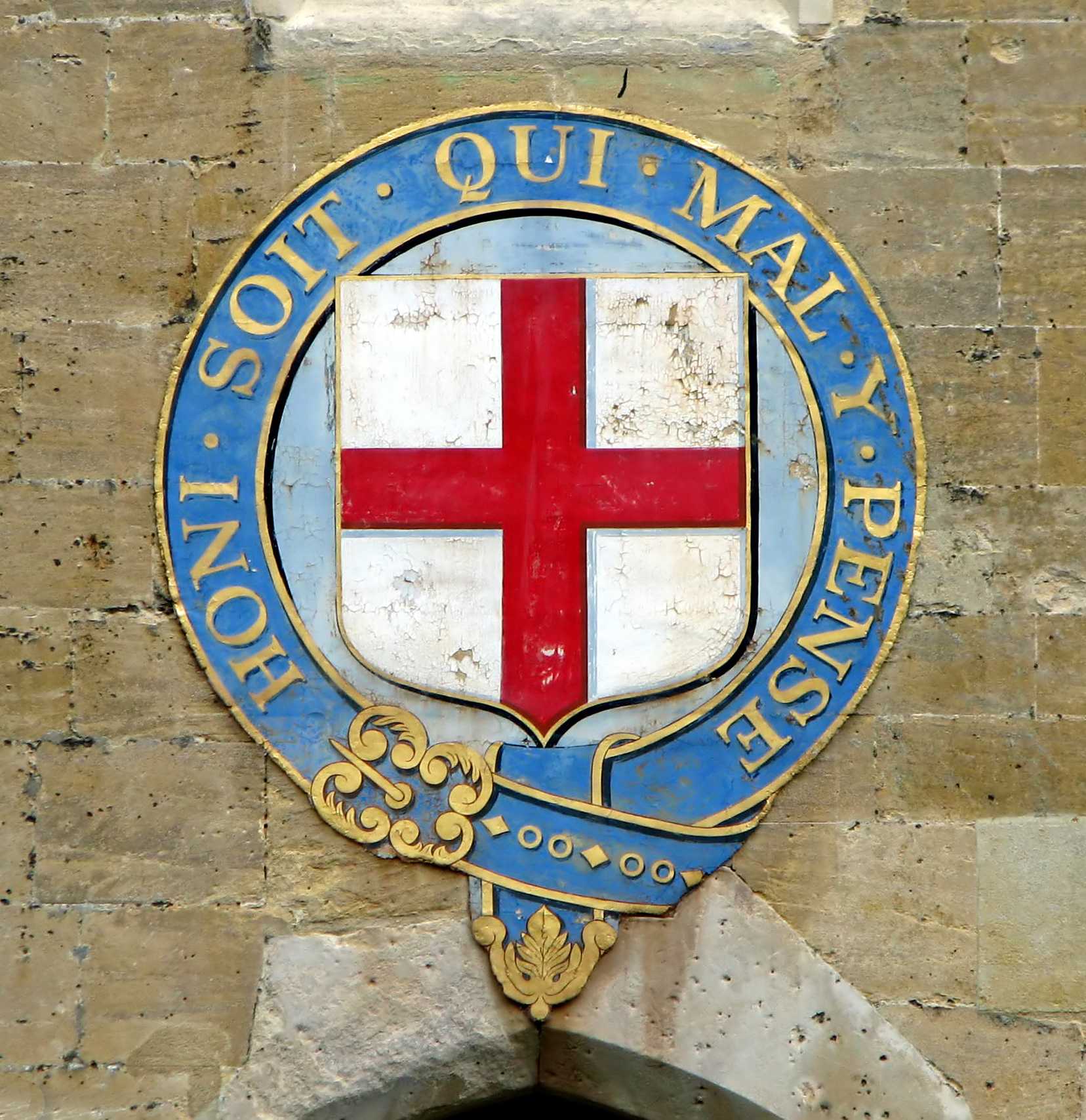
Emblème de l'ordre de la Jarretière avec croix de saint Georges.

## Cérémonies royales

### Mariages
La chapelle est utilisée pour célébrer des mariages royaux (en particulier les enfants de la reine Victoria du Royaume-Uni) dont : 

#### XIXesiècle
- Édouard, prince de Galles (futur roi Édouard VII) et la princesse Alexandra de Danemark (future reine Alexandra), le mardi 10 mars 1863.
- La princesse Helena et le prince Christian de Holstein-Sonderbourg-Augustenbourg, le jeudi 5 juillet 1866.
- La princesse Louise et le marquis de Lorne (futur duc d’Argyll), le mardi 21 mars 1871.
- Le prince Arthur, duc de Connaught et Strathearn et la princesse Louise-Margareta de Prusse, le jeudi 13 mars 1879.
- La princesse Frederika de Hanovre et le Baron Alphons von Pawel-Rammingen, le samedi 24 avril 1880.
- Le prince Leopold, duc d'Albany et la princesse Hélène de Waldeck-Pyrmont, le jeudi 27 avril 1882.
- La princesse Marie-Louise de Schleswig-Holstein et le prince Aribert d'Anhalt, le dimanche 6 juillet 1891.

#### XXesiècle
- La princesse Alice d'Albany et le prince Alexandre de Teck (futur comte d'Athlone), le mercredi 10 février 1904.
- La princesse Margaret de Connaught et le prince Gustave VI Adolphe de Suède et duc de Scanie (futur roi Gustave VI Adolphe), le jeudi 15 juin 1905.
- Lady Helena Gibbs et le Major John Gibbs, Coldstream Guards, le mardi 2 septembre 1919.
- Anne Abel Smith et David Liddell-Grainger, le samedi 14 décembre 1957.
- Lady Helen Windsor et Timothy Taylor, le samedi 18 juillet 1992.
- Le prince Edward et Sophie Rhys-Jones, le samedi 19 juin 1999.

#### XXIesiècle
- Le prince Charles de Galles et Camilla Shand, le samedi 9 avril 2005.
- Peter Phillips et Autumn Kelly, le samedi 17 mai 2008.
- Le prince Harry et Meghan Markle, le samedi 19 mai 2018.
- La princesse Eugenie d'York et Jack Brooksbank, le vendredi 12 octobre 2018.
- Lady Gabriella Windsor et Thomas Kingston, le samedi 18 mai 2019.

### Funérailles
La chapelle est une nécropole royale avec l'abbaye de Westminster et le domaine de Frogmore.

#### Personnalités royales inhumées
1. Henri VI, roi d'Angleterre et seigneur d'Irlande, duc d'Aquitaine (6 décembre 1421 - 21 mai 1471) (fils d'Henri V d'Angleterre et de Catherine de Valois)
2. Anne d'York, duchesse d'Exeter (10 août 1439 - 14 janvier 1476) (fille de Richard Plantagenêt et de Cécile Neville)
3. Thomas St Leger, chevalier du Bain (1440 - 8 novembre 1483) (second époux d'Anne d'York)
4. Édouard IV, roi d'Angleterre et seigneur d'Irlande (28 avril 1442 - 9 avril 1483) (fils de Richard Plantagenêt et de Cécile Neville)
5. Élisabeth Woodville, reine consort d'Angleterre (1437 - 8 juin 1492) (épouse d'Édouard IV d'Angleterre)
6. Marie d'York, princesse d'Angleterre (11 août 1467 - 23 mai 1482) (fille d'Édouard IV d'Angleterre et d'Élisabeth Woodville)
7. Georges Plantagenêt, duc de Bedford (mars 1477 - mars 1479) (fils d'Édouard IV d'Angleterre et d'Élisabeth Woodville)
8. Henri VIII, roi d'Angleterre, seigneur puis roi d'Irlande (28 juin 1491 - 28 janvier 1547) (fils d'Henri VII d'Angleterre et d'Élisabeth d'York)
9. Jeanne Seymour, reine consort d'Angleterre (vers 1508 - 24 octobre 1537) (troisième épouse d'Henri VIII d'Angleterre)
10. Prince sans nom (Mort-né le 29 janvier 1536) (fils d'Henri VIII d'Angleterre et d'Anne Boleyn)
11. Charles Ier, roi d'Angleterre et d'Irlande, roi d'Écosse (19 novembre 1600 - 30 janvier 1649) (fils de Jacques Ier d'Angleterre et d'Anne de Danemark)
12. Prince sans nom (Mort-né le 15 septembre 1698) (fils d'Anne de Grande-Bretagne et de Georges de Danemark)
13. Augusta Charlotte de Hanovre, duchesse de Brunswick-Lunebourg, princesse de Brunswick-Wolfenbüttel (31 août 1737 - 31 mars 1813) (fille de Frédéric de Galles et d'Augusta de Saxe-Gotha-Altenbourg, épouse de Charles-Guillaume-Ferdinand de Brunswick-Wolfenbüttel)
14. William Henry de Grande-Bretagne, duc de Gloucester et Édimbourg (25 novembre 1743 - 25 août 1805) (fils de Frédéric de Galles et d'Augusta de Saxe-Gotha-Altenbourg)
15. Maria Walpole, duchesse de Gloucester et Édimbourg (10 juillet 1736 - 22 août 1807) (épouse de William Henry de Grande-Bretagne)
16. Sophie de Gloucester, princesse de Gloucester (29 mai 1773 - 29 novembre 1844) (fille de William Henry de Grande-Bretagne et de Marie Walpole)
17. Caroline de Gloucester, princesse de Gloucester (24 juin 1774 - 14 mars 1775) (fille de William Henry de Grande-Bretagne et de Marie Walpole)
18. William Frederick de Gloucester, duc de Gloucester et d'Édimbourg (15 janvier 1776 - 30 novembre 1834) (fils de William Henry de Grande-Bretagne et de Marie Walpole, époux de Marie de Hanovre)
19. George III, roi de Grande-Bretagne et d'Irlande puis du Royaume-Uni, électeur puis roi de Hanovre (4 juin 1738 - 29 janvier 1820) (fils de Frédéric de Galles et d'Augusta de Saxe-Gotha-Altenbourg)
20. Charlotte de Mecklembourg-Strelitz, reine consort de Grande-Bretagne et d'Irlande puis du Royaume-Uni, électrice consort puis reine consort de Hanovre  (19 mai 1744 - 17 novembre 1818) (épouse de George III du Royaume-Uni)
21. Frederick d'York, duc d'York et Albany, comte d'Ulster (16 août 1763 - 5 janvier 1827) (fils de George III du Royaume-Uni et de Charlotte de Mecklembourg-Strelitz)
22. Édouard-Auguste de Kent, duc de Kent et Strathearn, comte de Dublin (2 novembre 1767 - 23 janvier 1820) (fils de George III du Royaume-Uni et de Charlotte de Mecklembourg-Strelitz)
23. Augusta-Sophie du Royaume-Uni, princesse de Grande-Bretagne (8 novembre 1768 - 22 septembre 1840) (fille de George III du Royaume-Uni et de Charlotte de Mecklembourg-Strelitz)
24. Frédérique de Cumberland, princesse de Cumberland et de Teviotdale (Mort-née le 27 janvier 1817) (fille d'Ernest-Auguste de Cumberland et de Frédérique de Mecklembourg-Strelitz)
25. Georges V de Hanovre, roi puis prétendant au trône de Hanovre, duc de Cumberland et de Teviotdale (27 mai 1819 - 12 juin 1878) (fils d'Ernest-Auguste de Cumberland et de Frédérique de Mecklembourg-Strelitz)
26. Frédérique de Hanovre, baronne de Pawel-Rammingen (9 janvier 1848 - 16 octobre 1926) (fille de Georges V de Hanovre et de Marie de Saxe-Altenbourg)
27. Adolphe de Cambridge, duc de Cambridge (24 février 1774 - 8 juillet 1850) (fils de George III du Royaume-Uni et de Charlotte de Mecklembourg-Strelitz)
28. Augusta de Hesse-Cassel, duchesse de Cambridge  (25 juillet 1797 - 6 avril 1889) (épouse d'Adolphe de Cambridge)
29. Marie-Adélaïde de Cambridge, duchesse de Teck (27 novembre 1833 - 27 octobre 1897) (fille d'Adolphe de Cambridge et d'Augusta de Hesse-Cassel)
30. François de Wurtemberg, duc de Teck (28 août 1837 - 21 janvier 1900) (époux de Marie-Adélaïde de Cambridge)
31. Marie de Hanovre, duchesse de Gloucester et Édimbourg (25 avril 1776 - 30 avril 1857) (fille de George III du Royaume-Uni et de Charlotte de Mecklembourg-Strelitz, épouse de William Frederick de Gloucester)
32. Octave de Grande-Bretagne, prince de Grande-Bretagne (23 février 1779 - 3 mai 1783) (fils de George III du Royaume-Uni et de Charlotte de Mecklembourg-Strelitz)
33. Alfred de Grande-Bretagne, prince de Grande-Bretagne (22 septembre 1780 - 20 août 1782) (fils de George III du Royaume-Uni et de Charlotte de Mecklembourg-Strelitz)
34. Amélie du Royaume-Uni, princesse du Royaume-Uni (7 août 1783 - 2 novembre 1810) (fille de George III du Royaume-Uni et de Charlotte de Mecklembourg-Strelitz)
35. George IV, roi du Royaume-Uni et de Hanovre (12 août 1762 - 26 juin 1830) (fils de George III du Royaume-Uni et de Charlotte de Mecklembourg-Strelitz)
36. Charlotte de Galles, princesse de Saxe-Cobourg-Saalfeld (7 janvier 1796 - 6 novembre 1817) (fille de George IV du Royaume-Uni et de Caroline de Brunswick, première épouse de Léopold de Saxe-Cobourg-Saalfeld)
37. Prince sans nom (Mort-né le 5 novembre 1817) (fils de Charlotte de Galles et de Léopold de Saxe-Cobourg-Saalfeld)
38. Guillaume IV, roi du Royaume-Uni et de Hanovre (21 août 1765 - 20 juin 1837) (fils de George III du Royaume-Uni et de Charlotte de Mecklembourg-Strelitz)
39. Adélaïde de Saxe-Meiningen, reine consort du Royaume-Uni et de Hanovre (13 août 1792 - 2 décembre 1849) (épouse de Guillaume IV du Royaume-Uni)
40. Elizabeth Georgiana Adelaide de Clarence, princesse de Clarence (10 décembre 1820 - 4 mars 1821) (fille de Guillaume IV du Royaume-Uni et d'Adélaïde de Saxe-Meiningen)
41. Leopold d'Albany, duc d'Albany, comte de Clarence (7 avril 1853 - 28 mars 1884) (fils de Victoria du Royaume-Uni et d'Albert de Saxe-Cobourg-Gotha)
42. Édouard VII, roi du Royaume-Uni et des dominions britanniques, empereur des Indes (9 novembre 1841 - 6 mai 1910) (fils de Victoria du Royaume-Uni et d'Albert de Saxe-Cobourg-Gotha)
43. Alexandra de Danemark, reine consort du Royaume-Uni et des dominions britanniques, impératrice consort des Indes (1er décembre 1844 - 20 novembre 1925) (épouse d'Édouard VII du Royaume-Uni)
44. Albert Victor de Clarence, duc de Clarence et Avondale (8 janvier 1864 - 14 janvier 1892) (fils d'Édouard VII du Royaume-Uni et de Alexandra de Danemark)
45. George V, roi du Royaume-Uni et des dominions britanniques, empereur des Indes (3 juin 1865 - 20 janvier 1936) (fils d'Édouard VII du Royaume-Uni et de Alexandra de Danemark)
46. Mary de Teck, reine consort du Royaume-Uni et des dominions britanniques, impératrice consort des Indes (26 mai 1867 - 24 mars 1953) (épouse de George V du Royaume-Uni)
47. George VI, roi du Royaume-Uni et des dominions britanniques, empereur des Indes, roi d'Irlande (14 décembre 1895 - 6 février 1952) (fils de George V du Royaume-Uni et de Mary de Teck)
48. Elizabeth Bowes-Lyon, reine consort du Royaume-Uni et des dominions britanniques, impératrice consort des Indes (4 août 1900 - 30 mars 2002) (épouse de George VI du Royaume-Uni)
49. Margaret du Royaume-Uni, comtesse de Snowdon (21 août 1930 - 9 février 2002) (fille de George VI du Royaume-Uni et d'Elizabeth Bowes-Lyon)
50. Philip Mountbatten, duc d'Édimbourg et prince consort du Royaume-Uni et des royaumes du Commonwealth (10 juin 1921 - 9 avril 2021) (époux d'Élisabeth II du Royaume-Uni)
51. Élisabeth II, reine du Royaume-Uni et des royaumes du Commonwealth (21 avril 1926 - 8 septembre 2022) (fille de George VI du Royaume-Uni et d'Elizabeth Bowes-Lyon)

La crypte abrite également les restes d'Alemayehou Téwodros, prince d'Éthiopie (23 avril 1861 - 14 novembre 1879) (fils de Téwodros II d'Éthiopie et de Tiruwork Wube) et seul membre d'une famille royale étrangère à reposer dans cette chapelle.